# Natalia Esperón
Natalia Esperón  (Mexikóváros, Mexikó, 1974. november 14. –) mexikói színésznő.

## Élete és pályafutása
1974. november 14-én született Mexikóvárosban. 
Karrierjét 1994-ben kezdte az Agujetas de color de rosa című telenovellában, ahol főszerepet kapott, 1996-ban a La antorcha encendida című történelmi sorozatban Ignacio Allende feleségét, María de la Luz de las Fuentest alakította. Ugyanebben az évben született meg első lánya, Natalia. 2000-ben főszerepet játszott a Por un beso című sorozatban. 2004-ben hármas ikrei születtek: egy lány és két fiú, akik a Mariana, José Antonio és Sebastian neveket kapták; az egyik fiú, Sebastian azonban meghalt. Natalia Esperón 2005-ben a La esposa virgen című sorozatban megkapta Blanca de la Fuente szerepét.

## Filmográfia

### Telenovellák
- Amores verdaderos (Rabok és szeretők) (2012-2013) .... Adriana Balvanera Gil
- En nombre del amor (A szerelem nevében) (2008-2009) .... Luz Laguillo
- La esposa virgen (2005).... Blanca de la Fuente
- Por un beso (2000-2001).... Blanca Garza de Otero Robles / Azucena Otero Robles Garza de Díaz de León
- El niño que vino del mar (1999) .... Nisa Rodríguez Cáceres de Rivera
- Rencor apasionado (1998) .... Karina Rangel Rivera / Leonora Luján
- No tengo madre (1997)... Abril Vasconcelos
- La antorcha encendida (1996) .... María de la Luz de las Fuentes
- Agujetas de color de rosa (1994-1995).... Paola Armendares

### Sorozatok
- Los Simuladores (2008)
- Mujeres asesinas (2008) .... Claudia Azuela
- 13 Miedos (2007).... Luisa

### Filmek
- Cómo no te voy a querer (2008) .... Grisel
- Espérame en otro mundo (2006) .... Marcela